# Adolf Werner (Fußballspieler)
Adolf Friedrich August „Adsch“ Werner (* 19. Oktober 1886 in Kiel; † 6. September 1975 ebenda) war ein deutscher Fußballspieler. Von 1909 bis 1912 bestritt er zudem 13 Länderspiele für die A-Nationalmannschaft und war zeitweise deutscher Rekordnationalspieler.

## Sportliche Laufbahn

### Vereinskarriere
Werner galt als der bedeutendste deutsche Torwart vor dem Ersten Weltkrieg. Die Deutsche Meisterschaft mit Holstein Kiel am 26. Mai 1912 war dabei sein größter Erfolg auf Vereinsebene. Die nationale Vizemeisterschaft von 1910 und die norddeutsche Meisterschaft der Jahre 1910 bis 1912 waren diesem vorausgegangen.

### Auswahleinsätze

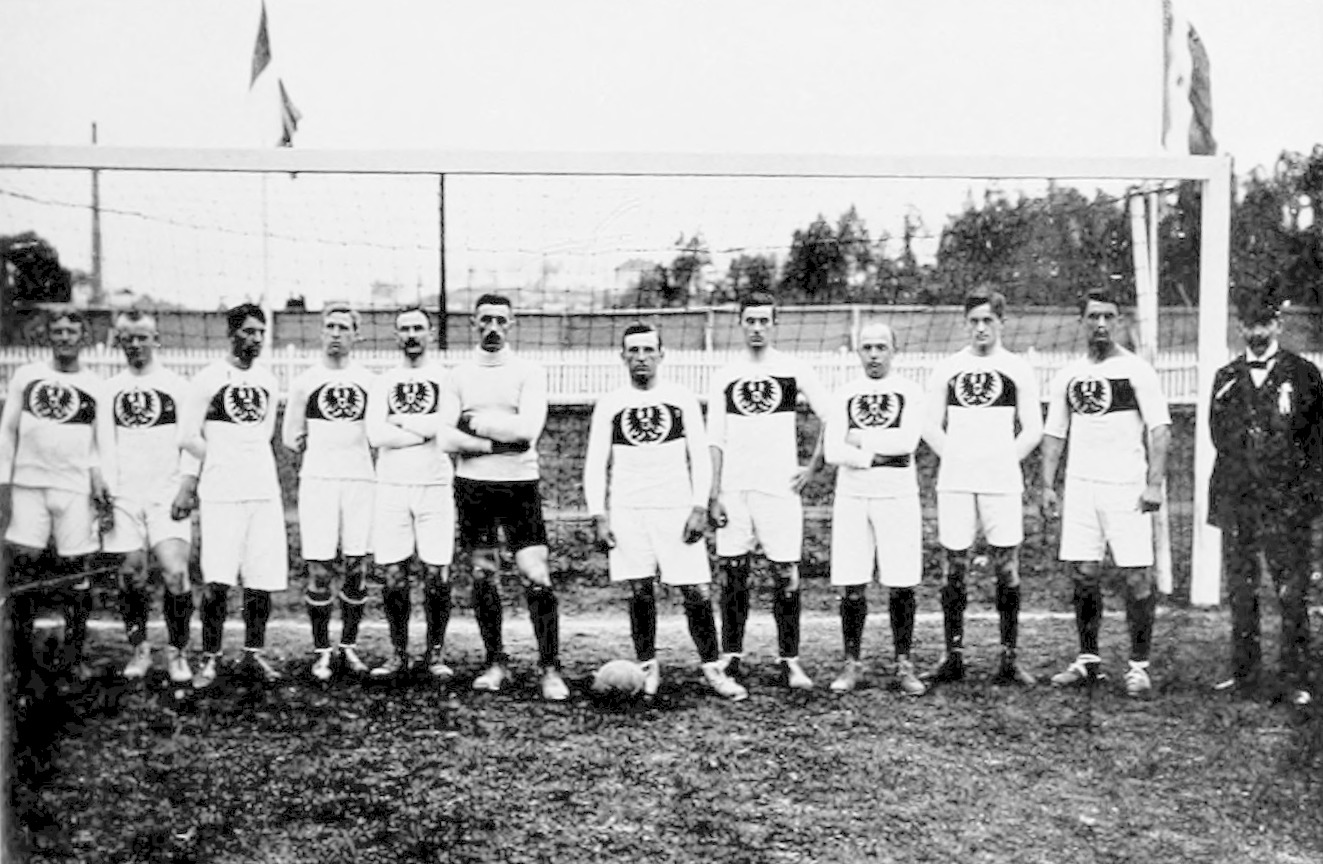
Adolf Werner (6. v. l.) mit der
deutschen Fußballnationalmannschaft am 1. Juli 1912

Am 13. März 1909 debütierte er in der A-Nationalmannschaft im ersten offiziellen Länderspiel des DFB auf englischem Boden. Trotz der 0:9-Niederlage gegen die Englische Nationalmannschaft der Amateure in Oxford bekam er von der englischen Presse durchweg gute, teils überschwängliche Kritiken sowie Angebote englischer Clubs, die ihn als Profi unter Vertrag nehmen wollten. Beim olympischen Fußballturnier 1912 in Stockholm stand er in der Mannschaft, die die Auswahl Russlands mit 16:0 besiegte; dem bis heute bestehenden Rekordergebnis einer deutschen Nationalmannschaft. Er war von 1911 bis 1912 (zeitweise gemeinsam mit Eugen Kipp und Camillo Ugi) Rekordnationalspieler Deutschlands.
Von den 13 Länderspielen bestritt er neun während seiner Zeit bei Holstein Kiel und vier während seiner Zeit beim SC Victoria Hamburg. Bei Victoria Hamburg spielte er nur für kurze Zeit mit, da er die Genehmigung vom Holstein-Vorstand erhielt, als Gastspieler dort aufzulaufen.

### Erfolge
- Deutscher Meister 1912
- Norddeutscher Meister 1910, 1911, 1912
- Kronprinzenpokal-Sieger 1911
- Kreismeister Schleswig-Holstein 1923
- Nordkreismeister 1922

## Weiterer Werdegang

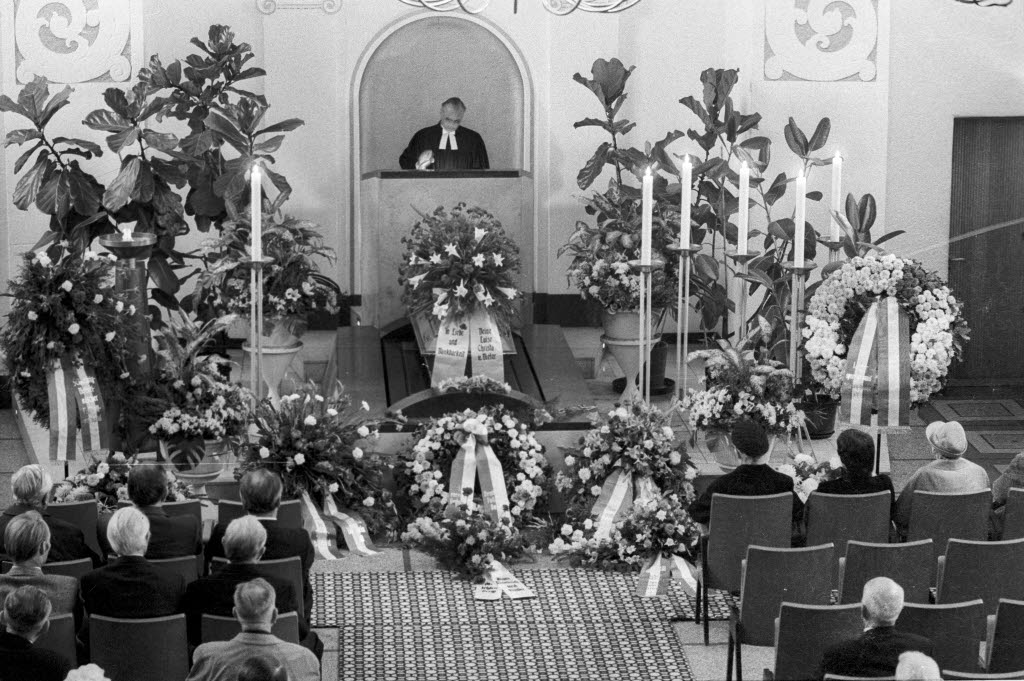
Beerdigung von Adolf Werner
am 11. September 1975

Werner, von Beruf Schornsteinfegermeister, starb am 6. September 1975 im Alter von 88 Jahren in Kiel an Herzversagen.

## Trivia
Werner hatte mit Friedrich Werner und August Werner zwei jüngere Brüder die ebenfalls bei Holstein Kiel erfolgreich spielten. Sein Bruder August Werner war ebenfalls Fußball-Nationalspieler.